# Evangelische Kirche Bad König

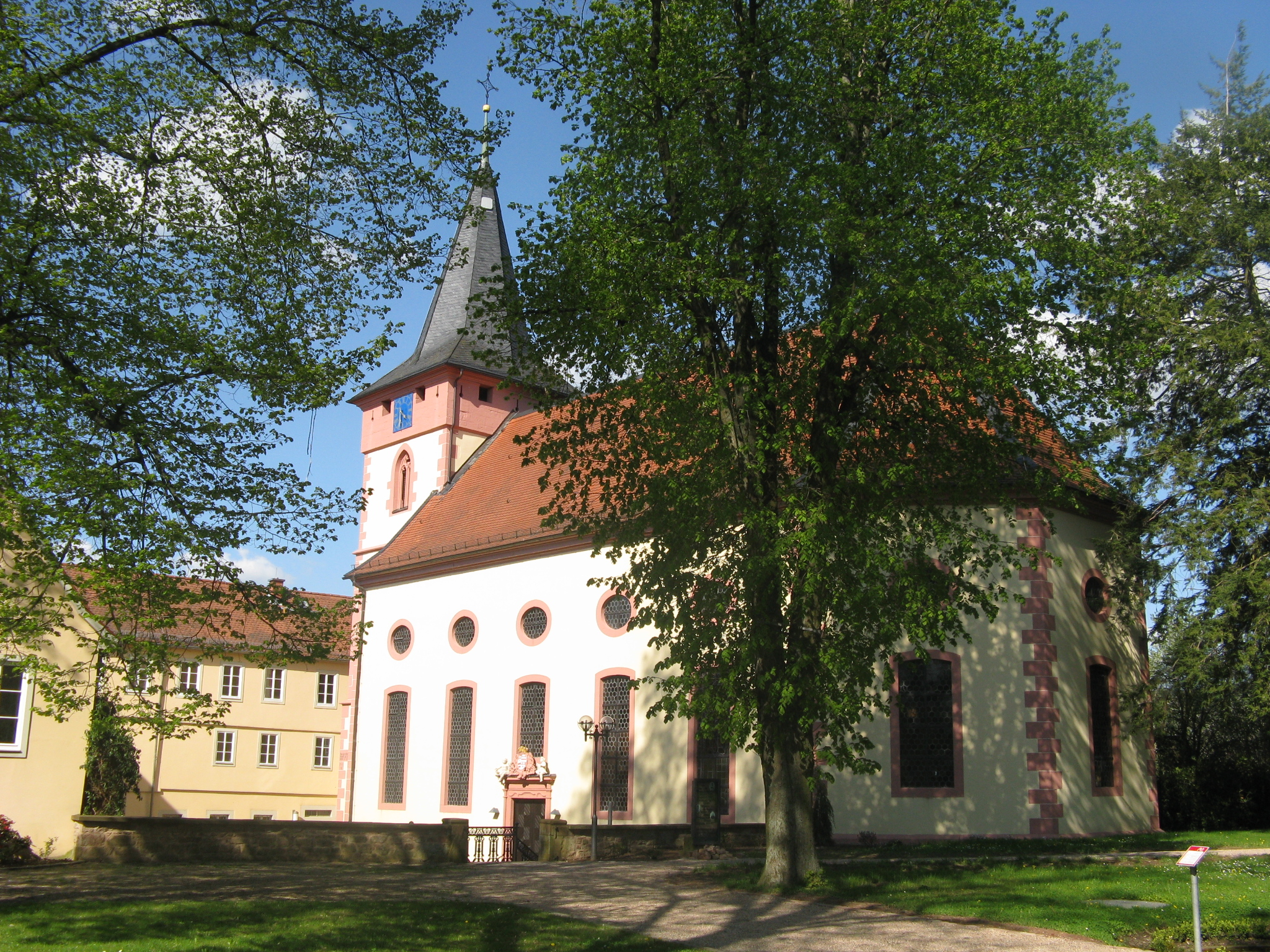
Evangelische Pfarrkirche

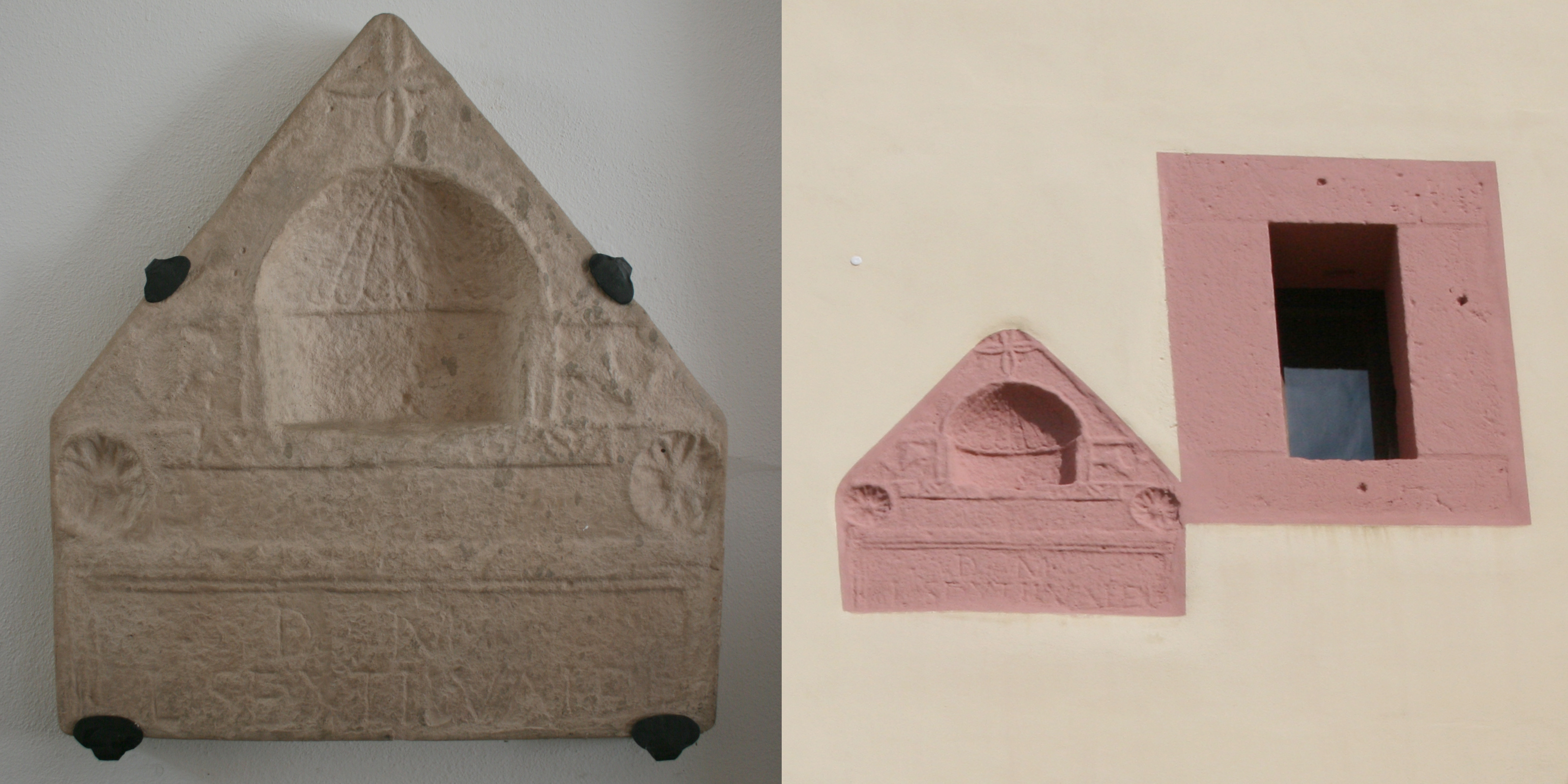
Grabstein des Lucius Sextius Valens, im Kirchturm vermauert. Links Original, rechts Kopie.

Die evangelische Pfarrkirche ist ein denkmalgeschütztes Kirchengebäude in Bad König, einer Stadt im Odenwaldkreis (Hessen).

## Geschichte und Architektur
Der stattliche Wehrturm mit drei Geschossen wurde 1479 errichtet, er stammt von einem Vorgängerbau. Der Zinnenkranz ist in sauberen Quadern unter dem später aufgesetzten Spitzhelm gemauert. Im Mauerwerk war ein römischer Grabstein eingelassen. Er befindet sich nun im Tordurchgang der Rentmeisterei und wurde durch eine Kopie ersetzt.
Die Kirche war zunächst Teil eines Wehrkirchhofs, später wurde sie in die Anlage des Bad Königer Schlosses integriert, das als Sitz einer Nebenlinie der Grafschaft Erbach ausgebaut wurde. In der Kirche ist aus dem 18. Jahrhundert noch ein Grafengestühl vorhanden.
Der Saalbau mit dreiseitigem Schluss und einer Flachdecke wurde von 1750 bis 1751 erbaut. Über dem Südportal mit zwei Putten ist das Erbachsche Wappen angebracht. Über den Fenstern befinden sich Okuli. Die dreiseitigen Emporen sind im Westen zweigeschossig, sie stammen wie der größte Teil der Ausstattung aus dem 18. Jahrhundert.
Die Schlosskirche mit ihren 450 Sitzplätzen ist die Hauptkirche der Evangelischen Kirchengemeinde Bad König, die 3.100 Mitglieder hat und zum Dekanat Odenwald der Evangelischen Kirche in Hessen und Nassau gehört. Sonntags nehmen 80 bis 110 Gläubige am Gottesdienst teil.

## Ausstattung
- Die Orgel aus der Zeit um 1750 wurde von Johann Georg Hugo gebaut.[3]
- Unter dem Rückpositiv der Orgel steht an der Sakristeiwand die Rokoko-Kanzel.[4]